# The Monkey
The Monkey ist eine US-amerikanische Horrorkomödie von Regisseur Oz Perkins, die am 20. Februar 2025 in die deutschen und am darauffolgenden Tag in die US-amerikanischen Kinos kam. Es handelt sich um eine Filmadaption der gleichnamigen Kurzgeschichte von Stephen King, in der Theo James die Doppelrolle der Zwillingsbrüder Hal und Bill verkörpert. Beide Geschwister entdecken einen verfluchten Spielzeugaffen, der für mysteriöse Tode in ihrem Umfeld verantwortlich zu sein scheint.

## Handlung
Nach dem Tod ihres Vaters finden die entfremdeten Zwillingsbrüder Hal und Bill einen Spielzeugaffen in den Hinterlassenschaften. Beide erkennen schon bald, dass immer dann eine willkürlich ausgewählte Person auf mysteriöse Weise zu Tode kommt, wenn sie die Figur aufziehen und trommeln lassen. Da Hal in der Schule als Außenseiter gilt und selbst von Bill gemobbt wird, zieht er das Spielzeug mit der Absicht auf, seinen eigenen Bruder umbringen zu lassen. Die Wahl des Affen fällt stattdessen jedoch auf ihre Mutter Lois, woraufhin die Zwillinge zu ihrer Tante Ida und ihrem Onkel Chip ziehen. Hal zerstört den Affen vermeintlich und entsorgt ihn, doch das Spielzeug findet zu den Brüdern zurück. Nachdem auch Onkel Chip durch den Affen den Tod gefunden hat, werfen sie ihn in den Brunnen und wachsen ohne weitere Zwischenfälle auf.
25 Jahre später hat Hal den Kontakt zu Bill nahezu vollständig abgebrochen. Aus Angst, seine Liebsten zu verletzen, hält er selbst zu seinem eigenen Sohn Petey Abstand und sieht ihn nur einmal im Jahr. Gerade als beide ihre letzte Woche zusammen verbringen wollen, bevor Petey durch seinen Stiefvater Ted adoptiert werden soll, nimmt Bill wieder Kontakt auf. In ihrer Heimatstadt kam es erneut zu einer Reihe mysteriöser Todesfälle, darunter zuletzt auch ihre Tante Ida. Hal entscheidet sich widerwillig dazu, das gemeinsame Elternhaus aufzusuchen, um nach dem verfluchten Spielzeug Ausschau zu halten. Vor Ort muss er allerdings schon bald feststellen, dass Bill selbst im Besitz des Affen ist.
Auch Jahre nach dem Tod von Lois macht Bill seinen Bruder noch immer für den Tod der gemeinsamen Mutter verantwortlich. In seinem verzweifelten Versuch, Hal umzubringen, zog er den Affen dutzendmal auf und brachte so zahllose Einwohner seiner Heimatstadt ums Leben. Da der Nutzer des Spielzeugs dem Anschein nach niemals selbst betroffen ist, zwingt er Petey dazu, den Affen aufzuziehen, andernfalls könne er nicht für dessen Sicherheit garantieren. Petey bringt den Affen zum trommeln und tötet so weitere Anwohner der Stadt. Um den Wahnsinn zu stoppen, versöhnen sich die Zwillingsbrüder miteinander, ehe Bill auf brutale Weise durch das Spielzeug umgebracht wird. Hal und Petey nehmen den Affen mit sich in der Absicht, ihn niemals wieder benutzen zu wollen. Auf dem Heimweg begegnen beide dem personifizierten Tod, der sie jedoch verschont.

## Produktion
Die Horrorkomödie The Monkey basiert auf der gleichnamigen Kurzgeschichte von Stephen King, die 1985 als Teil der Novellensammlung Skeleton Crew erschien und in Deutschland unter dem Titel Der Affe veröffentlicht wurde. Im Rahmen des Marché du film wurde Anfang Mai 2023 eine Filmadaption der Kurzgeschichte von Oz Perkins angekündigt, bei der er sowohl für das Drehbuch als auch die Regie verantwortlich war. Perkins beschrieb The Monkey als „Komödie mit extremem Cartoon-Gore“, die von Filmen wie American Werewolf (1981), Gremlins – Kleine Monster (1984) und Der Tod steht ihr gut (1992) inspiriert sei. Seine Entscheidung, der ursprünglich eher düsteren Geschichte mehr Humor zu verleihen, begründete der Filmemacher mit persönlichen Erfahrungen im Umgang mit Trauer, wobei manchmal einfach ein Lächeln helfe. Als Produzenten fungierten James Wan und Michael Clear von Atomic Monster sowie Dave Caplan und Jason Cloth von C2.
In einer Doppelrolle verkörpert der aus der Divergent-Reihe bekannte Schauspieler Theo James die Hauptfiguren Hal und Bill. Jüngere Versionen der Zwillingsbrüder werden von Christian Convery gespielt. Daneben übernahmen Tatiana Maslany und Adam Scott die Rollen ihrer Eltern Lois und Petey, während Sarah Levy und Regisseur Oz Perkins selbst als Tante Ida und Onkel Chip zu sehen sind. In weiteren Nebenrollen spielen Colin O’Brien Hals Sohn Petey, Elijah Wood dessen Adoptivvater Ted und Rohan Campbell den Ganoven Ricky.
Die Dreharbeiten mit Kameramann Nico Aguilar erfolgten vom 5. Februar bis zum 22. März 2024 im kanadischen Vancouver. Ursprünglich sollten die Filmaufnahmen bereits im Frühjahr 2023 erfolgen, ehe diese Pläne durch die Streiks der Gewerkschaften WGA und SAG-AFTRA zunichtegemacht wurden. Die Zwangspause nutze Regisseur Oz Perkins stattdessen dazu, den Indie-Horrorfilm Keeper zu drehen. Die Filmmusik komponierte Edo Van Breemen.
Im Mai 2024 sicherte sich Neon, das bereits bei Perkins Vorgängerfilm Longlegs den Filmverleih übernahmen, für eine hohe siebenstellige Summe die US-amerikanischen Vertriebsrechte. Ein Teaser zum Film wurde am 12. August 2024 veröffentlicht; ein Trailer folgte am 15. Oktober 2024. Eine erste Aufführung erfolgt Mitte Januar 2025 im Rahmen des Beyond Fests in Los Angeles. Im Anschluss kam The Monkey am 20. Februar 2025 in die deutschen und am darauffolgenden Tag in die US-amerikanischen Kinos.

## Synchronisation
Die deutschsprachige Synchronisation entstand nach einem Dialogbuch von Daniel Johannes und unter der Dialogregie von Boris Tessmann bei Think Global Media.
| Rolle                | Darsteller               | Synchronsprecher  |
| -------------------- | ------------------------ | ----------------- |
| Hal / Bill Shelburn  | Theo James               | Jan Makino        |
| Hal / Bill Shelburn  | Christian Convery (jung) | Nelson Odey       |
| Petey Shelburn       | Colin O’Brien            | Carlos Fanselow   |
| Lois Shelburn        | Tatiana Maslany          | Friederike Walke  |
| Ricky                | Rohan Campbell           | Fabian Kluckert   |
| Onkel Chip           | Oz Perkins               | Boris Tessmann    |
| Ted Hammerman        | Elijah Wood              | Timmo Niesner     |
| Capt. Petey Shelburn | Adam Scott               | Sven Gerhardt     |
| Barbara              | Tess Degenstein          | Antje von der Ahe |
| Dwayne               | Zia Newton               | Manuel Elsherif   |

## Rezeption

### Altersfreigabe
In den Vereinigten Staaten erhielt The Monkey von der MPA aufgrund stark blutiger Gewalt, dem Gore, der Sprache und einigen sexuellen Anspielungen ein R-Rating. In Deutschland vergab die FSK eine äquivalente Freigabe ab 16 Jahren. In der Begründung heißt es, der Film enthalte einige drastische Gewaltdarstellungen, die jedoch klar in den Kontext der überzeichneten, realitätsfernen Horrorgeschichte eingebunden seien und mit entsprechender Distanz betrachtet werden könnten. Humorvolle und ironische Momente würden zudem immer wieder Entlastungsmöglichkeiten bieten, sodass keine emotionale Überforderung zu befürchten sei.

### Kritiken
The Monkey konnte 78 % der 289 bei Rotten Tomatoes gelisteten Kritiker überzeugen und erhielt dabei eine durchschnittliche Bewertung von 6,7 Punkten. Als zusammenfassendes Fazit zieht die Seite, mit einigen unvergesslichen blutigen Einstellungen bekräftige der teuflisch clevere Film das Horror-Verständnis von Oz Perkins und offenbare gleichzeitig, dass der Regisseur auch einen überraschend kranken Sinn für Humor habe. Bei Metacritic erhielt The Monkey basierend auf 48 Rezensionen einen Metascore von 62 von 100 möglichen Punkten.
Allisa Wilkinson bezeichnet The Monkey in ihrer Filmbesprechung für die New York Times als „schaurige Horrorkomödie“, in der die urkomischen, plötzlichen Tode wie eine verrückte Mischung aus Final Destination und den Looney Tunes wirken würden. Im Gegensatz zu Oz Perkins’ Vorgängerfilm Longlegs gebe es diesmal viel zu lachen, wobei aberwitzige Todesszenen ernstere Themen ausgleichen und sich farcehafte Elemente über das eigene Genre lustig machen würden. The Monkey sei so eine Parabel über abwesende Väter und die Absurdität des unausweichlichen Todes, der trotzdem eine seltsam hoffnungsvolle Botschaft versprühe. Einzig zum Ende hin gerate der Film etwas ins Straucheln, wenn Perkins einzig auf eine hohe Taktzahl an Toden setze, anstatt sich mehr dem unauffällig bleibenden Hauptdarsteller Theo James zuzuwenden.
Für Karsten Munt vom Filmdienst erweise sich der titelgebende Affe selbst als cineastischer Glücksfall, da sich Regisseur Oz Perkins darauf verstehe, ihn als Rhythmus für seine kreativ ausufernde Genreästhetik zu nutzen. The Monkey lasse dabei immer Raum für Überraschung und filmästhetische Spielereien, sei dadurch oftmals aber der Final-Destination-Reihe näher als der eigentlichen Vorlage von Stephen King. Dennoch beherrsche Perkins das Spiel mit dem Tod gut genug, um es grotesk zu überziehen und trocken sowie humorlos vorzutragen.
Kritischer zeigt sich Frank Scheck vom Hollywood Reporter, für den The Monkey ein energiegeladenes, letztendlich aber ärgerliches Chaos sei. Je nachdem, ob sich der Zuschauer auf die Absurdität des Films einlassen könne, sei The Monkey entweder die coolste Horrorkomödie aller Zeiten oder einfach nur albern. Zwar spüre man Perkins offensichtliche Freude an der Inszenierung, doch das an alte EC Comics erinnernde Material hätte vielleicht besser als Episode der Creepshow funktioniert. Das Problem seien insbesondere die mit kitschigen Spezialeffekten ausgeschmückten Tode, die durch ihre Cartoonhaftigkeit weder schrecklich noch lustig wären. Der Witz, Figuren möglichst grausam und übertrieben zu töten, nutze sich dabei schnell ab.
Auch Benjamin Lee vom Guardian urteilt enttäuscht, dass The Monkey eine langweilige, unreife und tonal unpassende Adaption von Stephen Kings Kurzgeschichte sei. Auch wenn es sich um den bisher persönlichsten Film von Regisseur Oz Perkins handle und es ihm hoch anzurechnen wäre, sich nicht in düsteren Klageliedern zu suhlen, die oftmals mit Traumata und dem Horrorgenre verbunden seien, sei der Humor viel zu selbstgefällig und nihilistisch. Oftmals sei es dabei schwer, überhaupt zu erkennen, wo der Witz liegen solle, während auch vereinzelt durchschimmernde Ernsthaftigkeit unangenehm deplatziert wirke. Das dürftige Drehbuch erzeuge kein Gefühl des Grauens oder der Angst, visuell sei The Monkey zu eintönig und Hauptdarsteller Theo James spiele steif und unbeholfen. Als plumpes Durcheinander von sich wiederholenden, einfallslosen Splatter-Szenen erweise sich der Film so als krasser Fehlschlag.

### Einspielergebnis
In den Vereinigten Staaten belegte The Monkey am Eröffnungswochenende mit Einnahmen in Höhe von 14,2 Millionen US-Dollar den zweiten Platz der US-amerikanischen Kino-Charts und verzeichnete gleichzeitig den finanziell zweiterfolgreichsten Kinostart für den Verleiher Neon. Die weltweiten Einnahmen aus Kinovorführungen belaufen sich auf 68,9 Millionen US-Dollar, von denen der Film allein 39,7 Millionen im nordamerikanischen Raum erwirtschaften konnte. In Deutschland verzeichnete The Monkey insgesamt 145.287 Kinobesucher.